# Cuarta Compañía de Bomberos de Coyhaique
La Cuarta Compañía "Bomba Almirante Simpson" corresponde a una Compañía del Cuerpo de Bomberos de Coyhaique. Opera en la comuna de Coyhaique y Puerto Ibañez, Región de Aysén, Chile. 
Fue fundada el 6 de noviembre de 1989 y cuenta con las especialidades en Agua, Rescate en desnivel.
Cabe señalar que por acuerdo de compañía, lo cual fue ratificado por el Honorable Directorio General de la Institución, los vehículos de emergencia de la Cuarta Compañía a partir del año 2006 no son del tradicional color rojo que identifica a los vehículos de bomberos, sino de color verde lima, lo cual hace que esta compañía sea fácilmente reconocible por los coyhaiquinos.

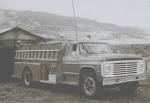
Primer carro de la Compañía

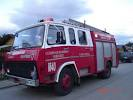
Berliet 770 Kb6, 1980

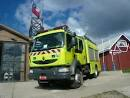
B-4 Renault Camiva 2006

## Cuartel
El cuartel se ubica en la calle Oscar del Río N° 69 (Ex Pasaje Uno) en la villa Austral, es la Compañía encargada de cubrir servicios de primera intervención en el sector alto de la ciudad Coyhaique, cuenta con una dotación de 45 voluntarios, un carro bomba marca Renault Camiva, año 2006, modelo semiurbano, 220 HP, con capacidad de 5000 L de agua y una dotación de 08 voluntarios y a contar del mes de Marzo del año 2025, se integro al servicio en el marco del proyecto de modernización de las unidades del cuerpo de bomberos, una nueva unidad de Rescate, Marca Mercedes Benz, modelo Atego 1530, carrozado por la empresa Española Iturri, el cual cuenta con material para Rescate y primera intervención de Incendios, con una capacidad de 2000 litros de agua y para una dotación de 06 bomberos. Esta unidad llego a remplazar al antiguo furgón de Rescate, marca Mercedes Benz, Modelo Sprinter 411, que presto servicios en nuestra compañía desde el año 2011 al 2025, participando en distintas emergencias, incluida el desastre ocurrido en villa santa lucia el año 2017.

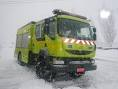
B-4 Coyhaique

## Historia
El 6 de noviembre de 1989, un grupo de visionarios e inquietos hombres, provistos del idealismo y altruismo característicos de la juventud, daban vida a lo que sería en un comienzo la Sexta Compañía de bomberos de Coyhaique, "Bomba Almirante Simpson". Guiados por su primer Director y Fundador Marlon La Regla Garrido. 
Fue en el año 1992 que por acuerdo del Directorio General que se optó por designarla como "Cuarta Compañía". Debido a que la antigua Cuarta compañía que había sido fundada en el año 1964 bajo el nombre "Víctor Domingo Silva" y la Quinta Compañía que funcionaba en la localidad de Balmaceda, Habían sido disueltas  y cesadas del Servicio un par de años antes.

## Guardia nocturna
La guardia nocturna está constituida por todos los Voluntarios Activos de la Compañía que no están casados o imposibilitados de recogerse a esta. El propósito de esta unidad, es velar por la protección de la comunidad ante los Incendios, Salvamentos, Rescates Vehiculares y emergencias de toda índole, producidos durante el transcurso de la noche. Quienes durante el horario nocturno de los siete días de la semana deben pernoctar en las dependencias de nuestro cuartel. Para eso, la Compañía cuenta con dependencias para tal efecto (Guardia Nocturna), a fin de responder al auxilio de nuestros vecinos en el más breve plazo.

## Especialidad
El concepto de especialidad bajo el cual se rige el funcionamiento operativo del Cuerpo de Bomberos de Coyhaique en la actualidad, está compuesto por:
1. Unidades de Agua
2. Unidades de Rescate Vehicular
3. Unidades de Hazmat (Materiales Peligrosos)

Bajo esta estructura, la Cuarta Compañía opera desde su fundación como unidad de Agua y Salvataje primordialmente y desde el año 2003, realiza las funciones de Rescate en Alturas o Desnivel (desprendida del concepto del Salvamento).

## Requisitos de postulación
- Debes tener 18 años cumplidos o cercanos a cumplirlo.
- Certificado de estudios (haber aprobado o cursando 4.º año de enseñanza media )
- Certificado médico acreditando salud compatible con el servicio.
- Certificado de antecedentes vigente, sin antecedentes penales.

El proceso de postulación contempla un periodo de cursos y evaluaciones teóricas y prácticas, entrenamiento físico, prácticas con equipos para el combate de incendios, convivencia y vida de cuartel, etc.
Si estás decidido a ser parte de esta forma de vida y quieres formar parte de la Cuarta Compañía, te invitamos a contactarnos para programar una reunión con nuestros oficiales, quienes te entregarán toda la información necesaria sobre el proceso de postulación e incorporación a nuestra Compañía.

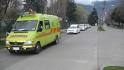
Unidad de rescate